# الکس هانتر (شخصیت)
الکس هانتر (به انگلیسی: Alex Hunter) یک شخصیت خیالی در سری بازی‌های فیفا است که توسط ای‌ای اسپورتز ساخته شده‌است. صداگذاری این شخصیت، کار Adetomiwa Edun بوده‌است.

## داستان زندگی
الکس هانتر در ۲۷ نوامبر ۱۹۹۹ در کلاپام، لندن به دنیا آمد و فوتبال جوانان را در کلاپهام کامن با بهترین دوست خود یعنی گرت واکر انجام داد. هانتر چند نژادی است؛ پدر وی سفیدپوست و مادرش سیاه‌پوست هستند. هدف زندگی او بازی کردن به عنوان یک فوتبالیست حرفهٔ است. پدربزرگ او، جیم هانتر، بازیکن سابقی بود که در فصل ۱۹۶۸–۱۹۶۹ ۲۲ گل به ثمر رساند. پدر الکس، هارولد، نیز در جوانی بازیکن فوتبال بود، اما به دلیل مصدومیت، دوران حرفه ای او کوتاه شد. مادر او، کاترین، به عنوان یک طراح کار می‌کند.

## اتفاقات

### فیفا ۱۷
پس از یک بازی فینال جام بین دو تیم جوان، که یکی از آنها هانتر و بهترین دوستش، گرت واکر را نشان می‌دهد، یا واکر یا هانتر پنالتی برنده را در ضربات پنالتی به ثمر می‌رساند، اظهارات پیشاهنگی در مورد الکس هانتر استعداد جیم هانتر شش سال بعد، هانتر و واکر به یک دادگاه خروج برای جوانان دعوت می‌شوند که هنوز قراردادهای حرفه ای امضا نکرده‌اند. پس از یک تست فوتبال موفقیت‌آمیز، هانتر برای هر باشگاه لیگ برتری که بازیکن انتخاب می‌کند قرارداد امضا می‌کند. هانتر به زودی متوجه می‌شود که واکر به باشگاه او پیوسته‌است.
هر دو بازیکن در تور پیش فصل باشگاه در ایالات متحده شرکت می‌کنند که در آن با رئال مادرید، بوروسیا دورتموند و پاری سن ژرمن بازی می‌کنند. در فصل عادی، پس از شروع بیشتر بازی‌ها به عنوان بازیکن جانشین، باشگاه هانتر یکی از هری کین یا آنجل دی ماریا را به خدمت گرفت و هانتر به نیوکاسل یونایتد یا استون ویلا یا نوریچ سیتی قرض داده شد. هانتر پس از تأثیر قرضی در چمپیونشیپ، به باشگاه مادرش برمی گردد و متوجه می‌شود که واکر به رقیب لیگ برتر باشگاه رفته‌است.
هانتر می‌تواند از آدیداس قراردادهای اسپانسر دریافت کند، هر زمان که هانتر به تعداد فالوورهای مهمی در منوی رسانه اجتماعی مبتنی بر توییتر در حالت بازی برسد، هر معامله دریافت می‌شود. این معاملات شامل چکمه‌های جدید، عکاسی و فرصت حضور در تبلیغات آدیداس در کنار دی ماریا می‌شود. هانتر پس از یک فصل موفق در یازدهم ابتدایی، در فینال جام حذفی شروع می‌شود، که در آن برای اولین یا دومین بار از زمان جدایی‌اش از باشگاه، گرت واکر را مقابل هم قرار می‌دهد. قبل از بازی، هانتر و واکر در تونل با یکدیگر روبرو می‌شوند. بدون توجه به نتیجه، واکر و هانتر بعد از بازی دست می‌دهند و با هم آشتی می‌کنند. بعداً، در آپارتمان هانتر، هانتر متوجه می‌شود که در لیست بلندبالایی از بازیکنانی که باید به تیم ملی انگلیس دعوت شوند، نام برده شده‌است.

### فیفا ۱۸
پس از اولین فصل موفق، هانتر به عنوان یک فوتبالیست حرفه ای شناخته شده بازگشته و می‌خواهد اثر خود را در سطح بین‌المللی بگذارد. هانتر و دوستش دنی ویلیامز، که در چمپیونشیپ هم تیمی بودند، در حالی که در تعطیلات هستند، در یک بازی فوتبال ۳ به ۳ مقابل چند کودک برزیلی بازی می‌کنند. پس از بازگشت به خانه به انگلستان، هانتر برای مصاحبه با ریو فردیناند دعوت می‌شود. او با واکر برخورد می‌کند، او به تمسخر می‌گیرد که هانتر هنوز با مدیربرنامه‌هایش مایکل است. در یک تور پیش فصل در لس آنجلس، تیم هانتر مقابل رئال مادرید بازی می‌کند. بدون توجه به نتیجه، هانتر پیراهن خود را با کریستیانو رونالدو تعویض می‌کند، که پیشنهاد می‌کند هانتر باید برای مادرید بازی کند. اگر بازیکن رئال مادرید را شکست دهد، هانتر در مرحله بعدی با لس آنجلس گلکسی بازی می‌کند، جایی که هانتر قبل از بازی در تونل با جیاسی زاردس روبرو می‌شود. هانتر همچنین در طول تور با پدرش ملاقات می‌کند و با اکراه دعوت برای صرف شام با او را می‌پذیرد. پس از تور، هانتر و هم تیمی‌هایش به شیکاگو می‌روند، جایی که در مسابقه ستارگان لیگ برتر فوتبال ایالات متحده آمریکا شرکت می‌کنند.
پس از اولین بازی فصل جدید لیگ برتر، مایکل به هانتر می‌گوید که رئال مادرید به او علاقه‌مند است و هانتر درخواست انتقال می‌دهد. به دنبال این خبر، هم تیمی هانتر و هوادارانش ایمان خود را نسبت به تعهد او به تیم از دست می‌دهند. یک روز قبل از بسته شدن پنجره نقل و انتقالات، مایکل فاش می‌کند که متوجه شده‌است که قرارداد رئال مادرید کلاهبرداری بوده‌است. هانتر با وجود توضیح در مورد وضعیت به مدیران باشگاه، به تیم جوانان منتقل می‌شود. در روز ضرب الاجل، مایکل اعتراف می‌کند که او واقعاً می‌خواست که هانتر با مادرید قرارداد ببندد تا شهرت خود را به عنوان یک ایجنت افزایش دهد. هانتر از دست مایکل به خاطر قمار کردن فوتبالش برای منافع شخصی خشمگین است و می‌تواند او را ببخشد یا اخراجش کند. هانتر سپس با پدرش تماس گرفت و اکنون برای لس آنجلس گلکسی کار می‌کند و به او قراردادی پیشنهاد می‌دهد که هانتر آن را می‌پذیرد.
الکس وقتی در ایالات متحده است، متوجه می‌شود که یک خواهر ناتنی به نام کیم دارد. اگرچه هانتر از پدرش خشمگین است، اما از کیم در اولین بازی بین‌المللی او در تیم فوتبال ایالات متحده مقابل آلمان حمایت می‌کند. هانتر پس از پایان فصل با لس آنجلس در کریسمس به خانه برمی گردد، اما فوتبال پدربزرگشان را برای شانس در بازی‌های آینده کیم می‌دهد.
هانتر پس از اتحاد مجدد با دنی، که با باشگاه سابق هانتر پس از ترک او قرارداد امضا کرد، متوجه می‌شود که اتلتیکو مادرید، پی اس جی و بایرن مونیخ علاقه‌مند به جذب او هستند. او با یکی از آنها قرارداد می‌بندد و وقتی وارد می‌شود، متوجه می‌شود که دینو، مدیر باشگاه قرضی سابقش نیز در باشگاه جدیدش حضور دارد. دینو هانتر را با توماس مولر یا آنتوان گریزمان یا دله آلی، بازیکنی که به عنوان شریک ضربتی هانتر عمل می‌کند، جفت می‌کند. با این حال، هانتر در اوایل فصل دچار مصدومیت زانو می‌شود که او را در بیشتر فصل دور می‌کند.
پس از بهبودی، هانتر متوجه می‌شود که شغل دینو در خطر است، و اگر باشگاه تا پایان فصل هیچ جایزه‌ای نبرد، ممکن است اخراج شود. اگر هانتر خوب بازی کند و قهرمان لیگ یا جام حذفی داخلی شود، دینو کار خود را حفظ می‌کند. اگر نه، اخراج می‌شود. پس از پایان فصل، هانتر جیم را برای ملاقات با کیم به ایالات متحده می‌برد. بعد از صرف غذا، هانتر از یک مأمور تماسی دریافت می‌کند که به او پیشنهاد می‌کند یک نماد بسازد.

### فیفا ۱۹
داستان از جایی شروع می‌شود که الکس هانتر، خواهر ناتنی او کیم و دنی ویلیامز در حال تماشای ویدیویی از پدربزرگ هانتر، جیم هانتر، هستند که صدمین گل حرفه ای خود را برای باشگاهش در یک مسابقه دسته اول در کاونتری سیتی به ثمر رساند. پس از آن، آنها با تیم‌های مربوطه خود برای تورنمنت دوستانه پیش فصل که در ژاپن برگزار می‌شود تمرین می‌کنند - که در پایان با تیم‌های الکس و دنی در فینال مسابقات روبرو می‌شوند. الکس بعداً با بئاتریز ویلانووا، عامل فوتبالی که در پایان سفر قبلی با او تماس گرفت ملاقات می‌کند - قول می‌دهد که الکس را به نمادی در فوتبال جهان تبدیل کند. او به قول خود عمل می‌کند و به الکس می‌گوید که رئال مادرید به او پیشنهاد قراردادی ۵ ساله داده‌است که او آن را پذیرفته و به اسپانیا و باشگاه جدیدش می‌رود. الکس هنوز اولین بازی خود در لیگ قهرمانان را انجام نداده‌است و از مربیان مختلف تیم کمک می‌گیرد تا به او کمک کنند تا آمار خود را افزایش دهد.
هر دو تیم الکس و دنی از گروه‌های خود در لیگ قهرمانان اروپا خارج می‌شوند و در دو انتهای براکت قرار دارند. در این مرحله الکس به‌طور فزاینده ای درگیر وظایف برند و حامی مالی خود از خواسته‌های نمایندگان خود شده‌است و شهرت روزافزون شروع به ایجاد اختلاف بین خانواده او کرده‌است. این موضوع زمانی بیشتر دیده می‌شود که کیم قبل از جام جهانی برای دیدن الکس می‌آید و الکس به دلیل مشغله زیاد او با برند لباس جدیدش، او را از فرودگاه نمی‌برد، که باعث ناراحتی کیم و مادرش شد. به همین دلیل، الکس قبل از اولین بازی حذفی لیگ قهرمانان اروپا هم از ترکیب اصلی و هم از بازیکنان تعویضی کنار گذاشته می‌شود، به این معنی که او باید دوباره به ترکیب اصلی بازگردد تا اعتماد سرمربی خود را به دست آورد. در همین حال، دنی نیز با مشکلاتی در رابطه با ایجنت مواجه است، زیرا دوستش رینگو و ایجنتش، مایکل، بر سر اینکه می‌خواهد خانه ای جدید داشته باشد یا نه، بحث می‌کنند و به بازیکن اجازه داده می‌شود که طرف چه کسی باشد. با این وجود هر دو تیم به نیمه نهایی این رقابت‌ها راه پیدا کردند. الکس و بئاتریز قبل از اولین بازی حذفی به دیدار کیم می‌روند و بئاتریز که تحت تأثیر توانایی‌های کیم قرار گرفته بود به او می‌گوید که باید حرفه ای شود و به کالج نرود. در لیگ قهرمانان اروپا، الکس با یوونتوس روبرو می‌شود و دنی بار دیگر با تیم برادرش روبرو می‌شود. هر دو رقبای خود را شکست داده و به فینال لیگ قهرمانان صعود می‌کنند. در فینال لیگ قهرمانان ۲۰۱۹ در واندا متروپولیتانو در مادرید جایی که رئال مادرید به مصاف تیم لیگ برتر دنی می‌رود. صرف نظر از اینکه چه کسی فینال را برنده می‌شود، شخصیت بازنده با مهربانی شکست خود را می‌پذیرد، زیرا دیگری با بهترین تیم باشگاهی اروپا جشن می‌گیرند. بازی با گفتن جیم به الکس به پایان می‌رسد که هرگز به او افتخار نکرده‌است و وقتی بازنشسته شود، بهترین هانتر تمام دوران خواهد بود و سفر الکس هانتر را به پایان می‌رساند.

### فیفا ۲۰
الکس هانتر و دنی ویلیامز در حالت بازی Volta Football Story در ریودوژانیرو بازی کرده‌اند. هانتر با Beatriz Villanova در نیویورک در مراسم دعوت خیابانی Pro NYC شرکت می‌کند و با سید، هم تیمی رووی (پروتاگونیست) سلفی می‌گیرد.

## استقبال
داستان الکس هانتر به‌شدت به داستان مارکوس رشفورد مهاجم منچستر یونایتد شبیه بود، که وی دو بار در اولین بازی خود در ماه فوریه سال ۲۰۱۶ گل زد. راشفورد همچنین قبل از بازی انگلیس مقابل ایسلند در یورو ۲۰۱۶ نظرات خود را در مورد شباهت‌های بین او و الکس هانتر بیان کرد: «در واقع نمی‌توانم باور کنم که چقدر دقیق است، تماشای الکس، من را به یاد سفرم می‌اندازد.»
این ممکن است برای سفارشی کردن هر چیزی در مورد شکارچی غیر از تیم خود، موقعیت، و لباس، بر خلاف ' «حالت حرفه ای» که در آن کاربران می‌توانند یک بازیکن بر اساس شباهت خود را ایجاد کنید. فقدان سفارشی‌سازی باعث ایجاد واکنش‌های خفیف اگرچه تحقیقات Vocativ نشان داد که بیشتر شکایات در مورد عدم سفارشی‌سازی انگیزه‌های نژادی ندارند.